# Ариана (броварня)
Пивоварна «Ариана» — колишнє болгарське пивоварне підприємство, що функціонувало протягом 1884—2004 років та розміщувалося у столиці країни Софії. Протягом останніх років існування належало до виробничих активів одного з найбільших світових виробників пива корпорації Heineken International.

## Історія
Броварню було засновано 1884 року у центральній частині Софії вихідцями з Чехії братами Прошеками, які розпочали випуск «іменного» пива Прошеково пиво.
У 1947 році підприємство було націоналізоване, входило до складу державних холдингових компаній з виробництва алкогольних напоїв.  Броварня випускала пиво під назвою Софійське. Згодом виробничі потужності було переведено до району Горубляне на околиці міста, а у 1978 виробництво у центральній частині Софії було закрите. З початком процесів роздержавлення власності підприємство було приватизоване та 1996 року отримало назву Ариана. 
1997 року броварню придбав нідерландський пивоварний гігант Heineken, а 2004 року нові власники прийняли рішення про закриття броварні та переведення виробництва пива відповідної торговельної марки до свого іншого виробничого активу у Болгарії — броварні Загорка. 

## Асортимент пива
Торговельна марка Ариана продовжує використовуватися корпорацією Heineken на болгарському ринку, на неї припадає понад 50% загальних обсягів виробництва пива броварнею Загорка. Випускається два сорти ТМ «Ариана»:
- Ариана — світле пиво з вмістом алкоголю 4,5%;
- Ариана Тъмно — темне пиво з вмістом алкоголю 5,5%;